# Kupiškis
Kupiškis è una città della Lituania, situata nella contea di Panevėžys. Essa è inoltre il capoluogo del comune distrettuale di Kupiškis.